# 切斯尼夫卡 (赫梅利尼克區)
49°45′5″N 28°7′35″E / 49.75139°N 28.12639°E
切斯尼夫卡（烏克蘭語：Чеснівка），是烏克蘭的村落，位於該國西南部文尼察州，由赫梅利尼克區負責管轄，始建於1750年，面積1平方公里，海拔高度283米，2001年人口283，人口密度每平方公里283人。